# Podocarpus milanjianus
Podocarpus milanjianus là một loài thực vật hạt trần trong họ Thông tre. Loài này được Rendle miêu tả khoa học đầu tiên năm 1894.